# Gandula

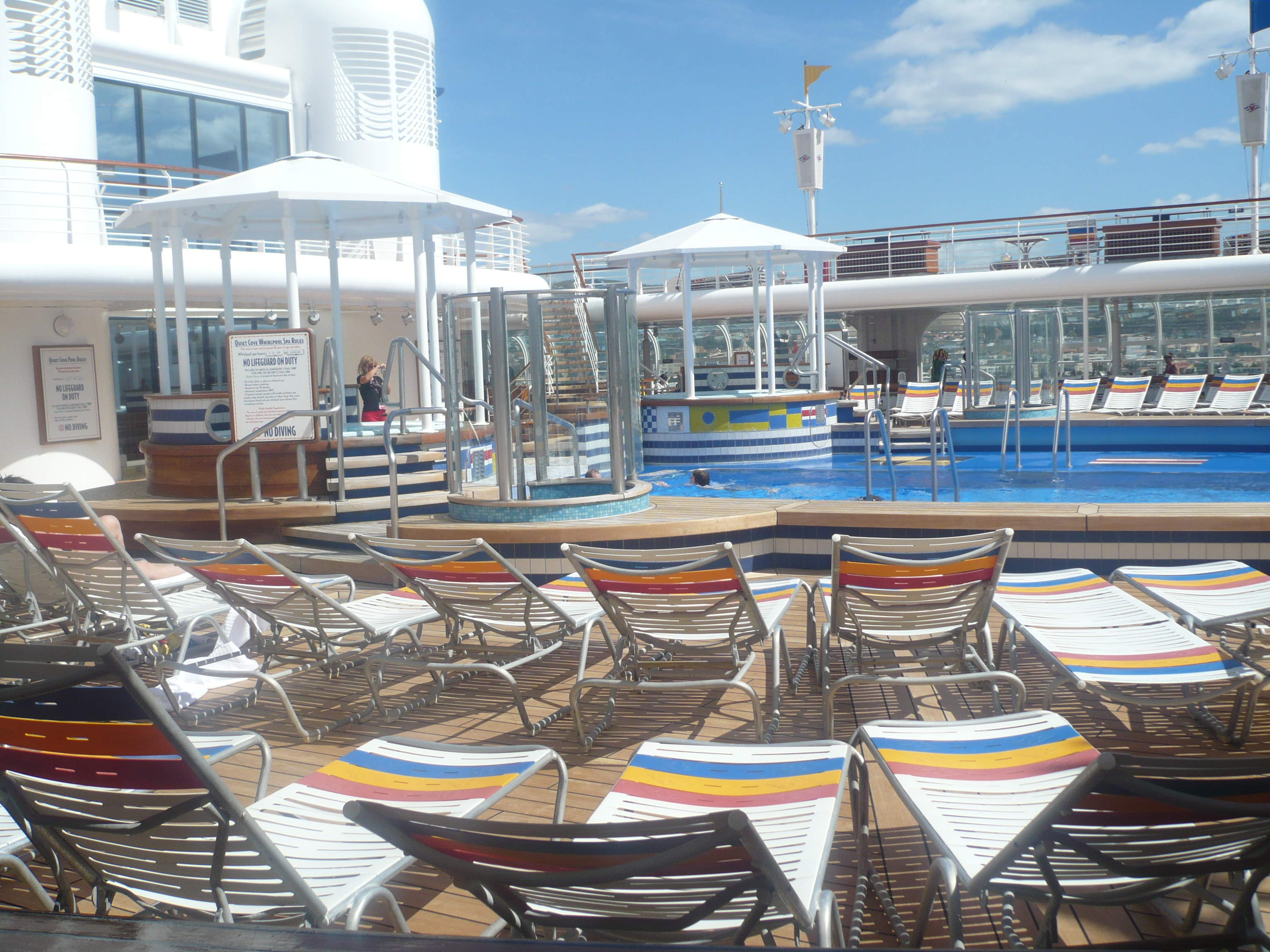
Gandules al costat d'una piscina

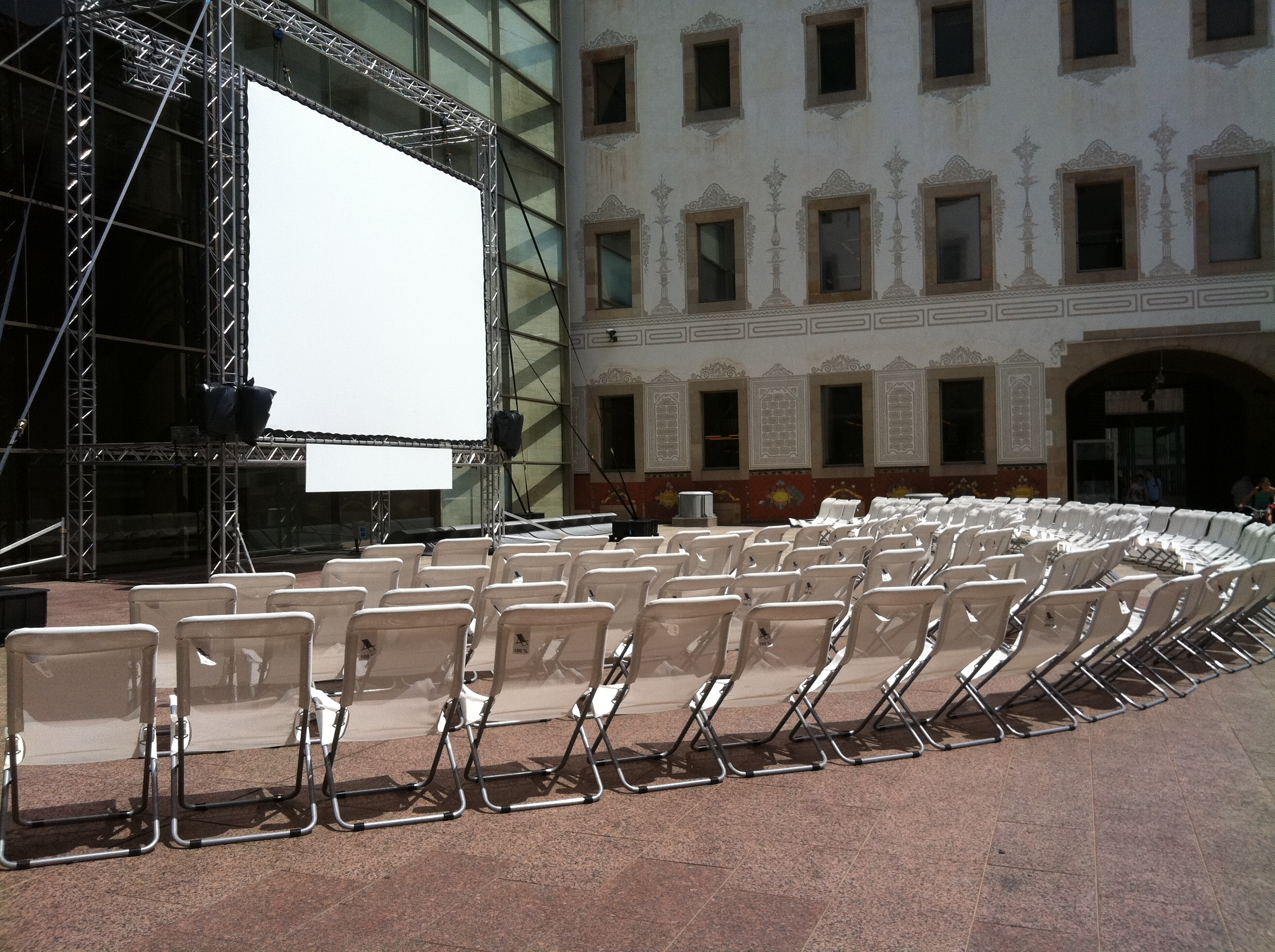
Gandules al CCCB de Barcelona

Una  gandula  o tómbala és un moble de piscina, terrassa, jardí, platja o coberta de vaixell, format per una estructura lleugera i plegable de llates de fusta o bé de tubs d'alumini, i, en la seva versió més moderna i ara més habitual, per làmines de plàstic blanc o de color, pensat perquè una persona s'hi pugui ajeure o bé asseure per tal de relaxar-se. El seient-respatller també pot ser fet d'una sola peça de tela.

## El nom
La paraula «gandula», recollida al DCVB en aquesta accepció de cadira estiradissa, prové de la forma femenina del castellanisme  «gandul», que, també d'acord amb el Diccionari Alcover-Moll i com a entrada separada, vol dir «malfeiner; mandrós, que no vol treballar (or., occ., val., bal.) provinent del castellà, en què al costat de haragán», té una etimologia àraba (ġandūr - «home presumptuós, rufià»).

## Descripció, usos i altres informacions
Amb una estructura, aparença i utilitat similars a les d'un llit, la part superior de la superfície es pot reclinar fins a permetre que l'usuari s'incorpori i llegeixi o bé mantenir-se completament horitzontal per permetre el descans o el bronzejat amb més comoditat que si es fes sobre la sorra o l'herba. Pot tenir braços laterals o bé consistir simplement en una superfície horitzontal amb potes. Les gandules sovint es combinen amb un matalàs prim i lleuger que pot anar lligat a la seva estructura per a fer més còmode el descans. En la versió de material plàstic, la configuració de les seves potes fa que sigui un moble apilable, cosa que redueix l'espai ocupat quan es realitzen tasques de manteniment o neteja de les instal·lacions.
En algunes platges i hotels es posen gandules a disposició de la gent, de vegades en règim de lloguer que permet d'utilitzar-ne durant tota la jornada. A la coberta dels vaixells de passatgers que cobreixen línies de poca durada, la gandula és el sol moble que tenen a disposició els passatgers sense dret a cabina.
Al Centre de Cultura Contemporània de Barcelona, hi ha una activitat d'estiu que porta aquest nom. Al cicle de cinema a la fresca de la «sala Montjuïc», també a Barcelona, en canvi, la paraula en català està prou arraconada (només apareix a la pàgina web, però no al bitllet d'entrada ni als cartells in situ), a favor de la paraula en castellà, tumbona, i la versió en anglès de lounger.

## Varietats
- Gandula amb rodes del darrere per a facilitar el desplaçament.
- Gandula amb safata auxiliar per a posar gots o plats.
- Gandula plegable (la vasta majoria ho són).